# Gijsbert van der Sande

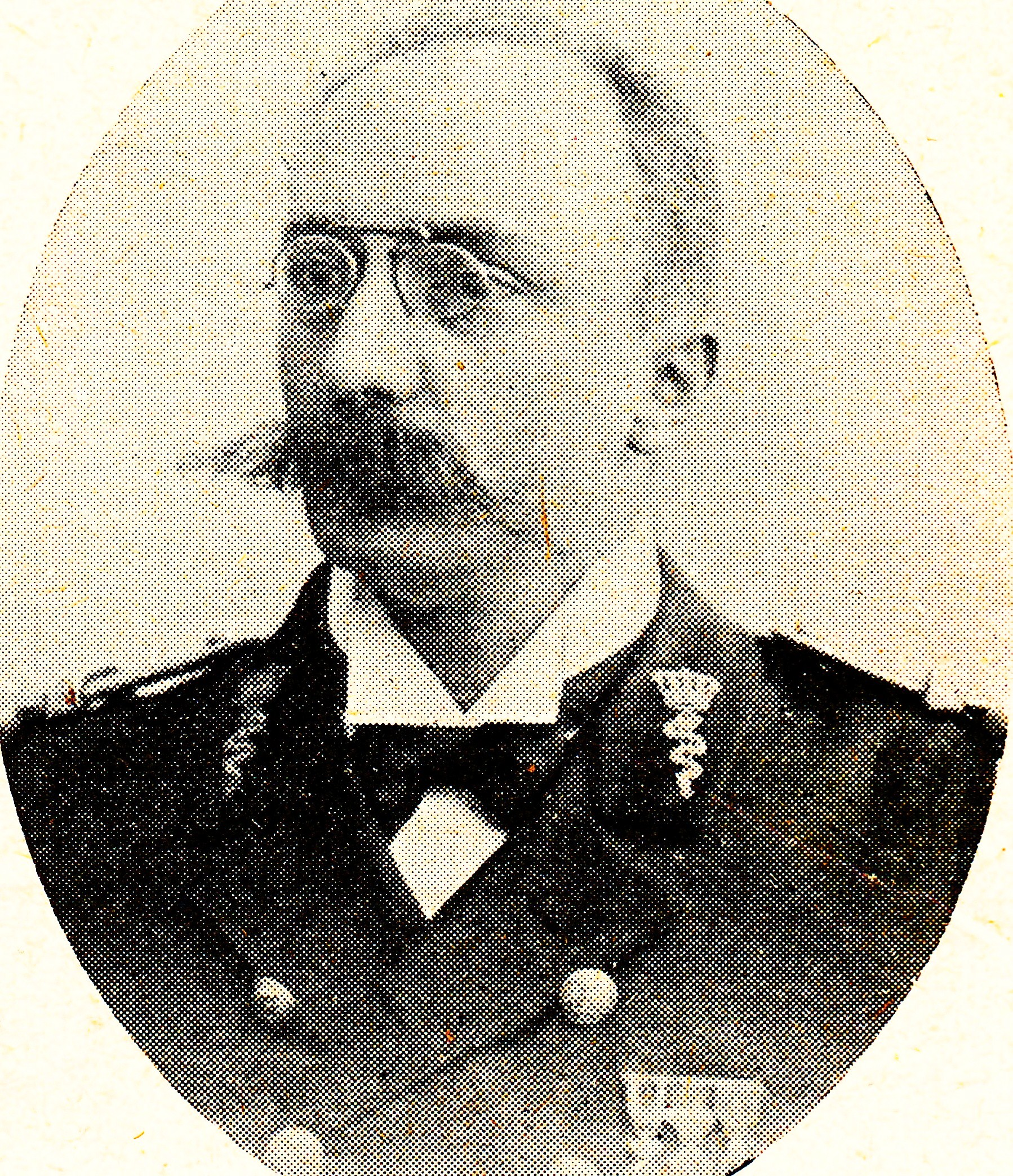
Gijsbert van der Sande

Gijsbertus Adrian Johan van der Sande (Arnhem, 1863 – Soerabaja, 1910) was een Nederlandse legerarts, ridder in de Militaire Willems-Orde vierde klasse, die als onderzoeker deelnam aan de Noord Nieuw-Guinea Expeditie van 1903.

## Opleiding
Van der Sande studeerde medicijnen in Amsterdam en werd in 1890 aangesteld als officier van gezondheid bij de gouvernementsmarine.

## Loopbaan
Na twee dienstjaren in Nederland vertrok Van der Sande naar Nederlands-Indië, waar zijn wetenschappelijke belangstelling werd geprikkeld door de tropische flora en fauna die hem omringde. Hij verzamelde dieren die opgezet of als preparaat op sterk water werden opgestuurd naar het Leidse Rijksmuseum van Natuurlijke Historie, het huidige Naturalis, wat hem in 1895 een 'zilveren medaille wegens verdiensten ten opzichte van 's Rijks verzamelingen van wetenschap en kunst' opleverde.

## De Atjeh-oorlog
Van der Sande nam deel aan de Atjeh-oorlog onder generaal Joannes Benedictus van Heutsz. Wegens zijn heldhaftig gedrag tijdens de bestorming van Batoe Iler kreeg hij de Militaire Willems-Orde vierde klasse (Koninklijk Besluit van 23 oktober 1901. Nr. 61).

## Expeditie naar Nieuw-Guinea
Van der Sande keerde in 1901 terug naar Nederland om zijn brede wetenschappelijke interesses te voorzien van een professioneler basis. Hij legde zich toe op de fotografie en de fysische antropologie. In Zürich volgde hij de werkcolleges antropometrie van Rudolf Martin, destijds een internationaal vermaard antropoloog. Deze opleiding werd betaald door de Maatschappij ter Bevordering van het Natuurkundig Onderzoek der Nederlandsche Koloniën, ook bekend als de Treub-Maatschappij, die Van der Sande had verzocht deel te nemen aan de door haar te organiseren expeditie naar het noorden van Nieuw-Guinea in 1903.
Deze expeditie had tot doel de noordkust van het Nederlandse deel van het eiland te verkennen en te onderzoeken of er exploiteerbare steenkoollagen aanwezig waren. Behalve Van der Sande bestond het onderzoeksteam uit de Duitse geoloog C.E.A. Wichmann die de leiding had, de bioloog L.F. de Beaufort, H.A.Lorentz, die als amateur-bioloog De Beaufort assisteerde, en de ervaren 'natuuronderzoeker' J.M. Dumas.
Van der Sande was behalve de arts tevens de fysisch antropoloog en volkenkundige van het team. Ook was hij verantwoordelijk voor het fotografisch verslag van de expeditie. Hij kweet zich uitstekend van alle taken waarvoor hij was ingehuurd: behalve een complete doktersuitrusting en een veldapotheek had hij zelfs een operatietafel meegenomen. Behalve aan de expeditieleden verleende hij ook medische bijstand aan de Papoea's waarmee men in contact kwam. Van der Sande verzamelde overal etnografische voorwerpen, observeerde zo goed mogelijk de culturele gebruiken en mat de lichamen op van de kustbewoners. Zijn bevindingen legde hij later neer in een rijkelijk met foto's en kleurenlitho's geïllustreerde foliant van bijna 400 pagina's. De etnografische verzamelingen die hij had aangelegd werden blijvend ondergebracht in het Rijksmuseum voor Volkenkunde in Leiden en het Museum van het Bataviaasch Genootschap in Batavia, nu het Museum Nasional Indonesia in Jakarta.

Een aantal platen uit Van der Sandes publicatie over de Noord-Nieuw-Guinea-expeditie:
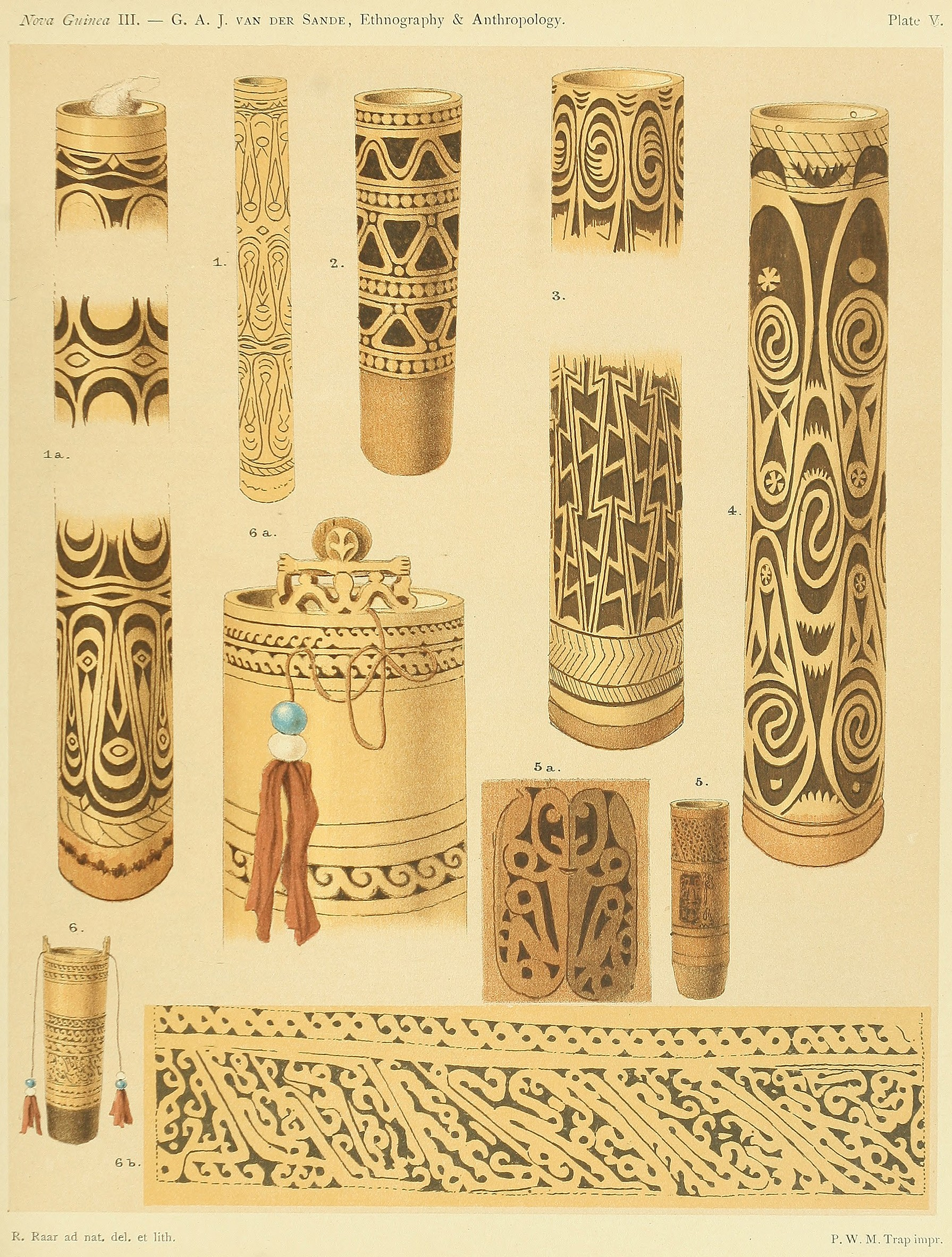
Plaat V
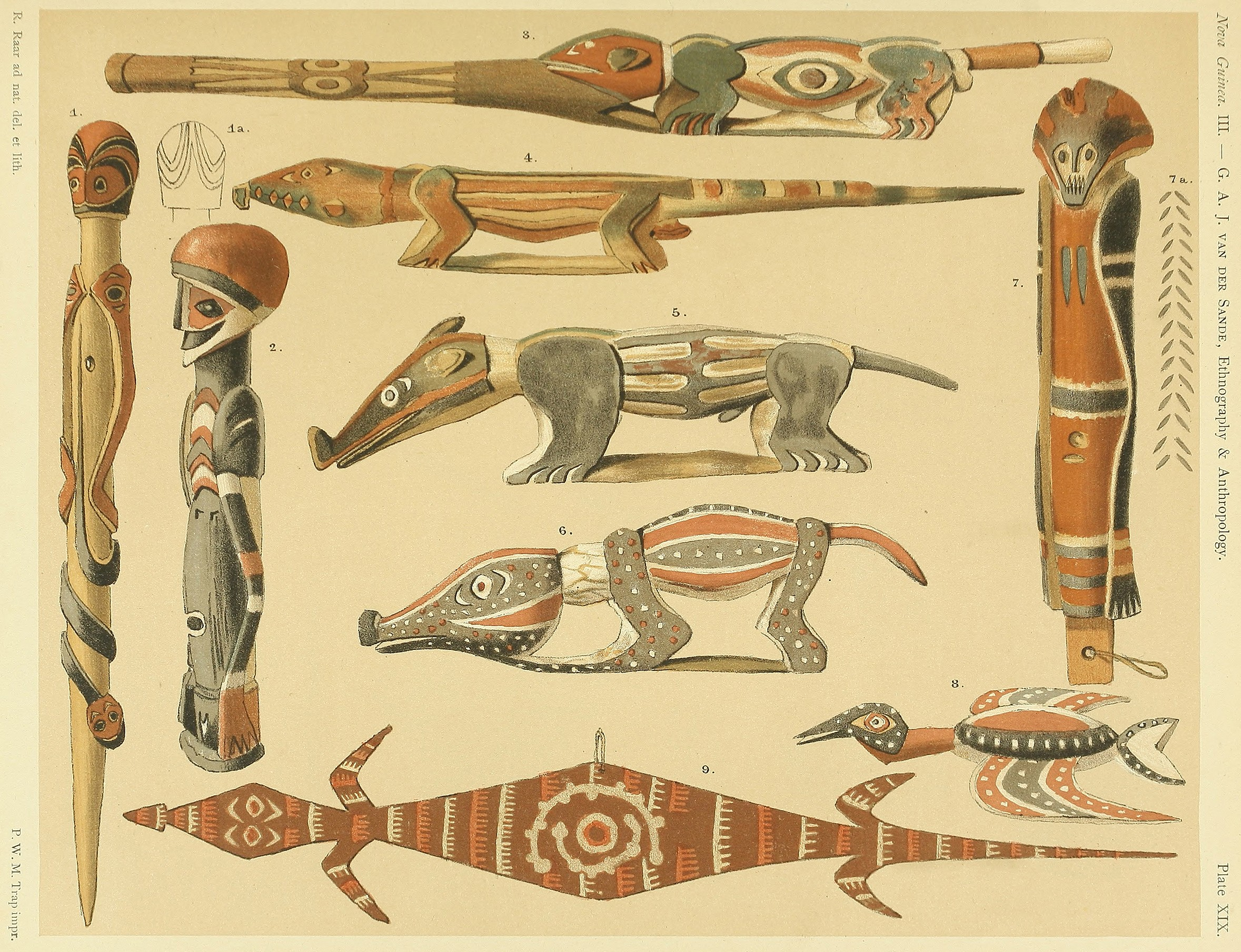
Plaat XIX
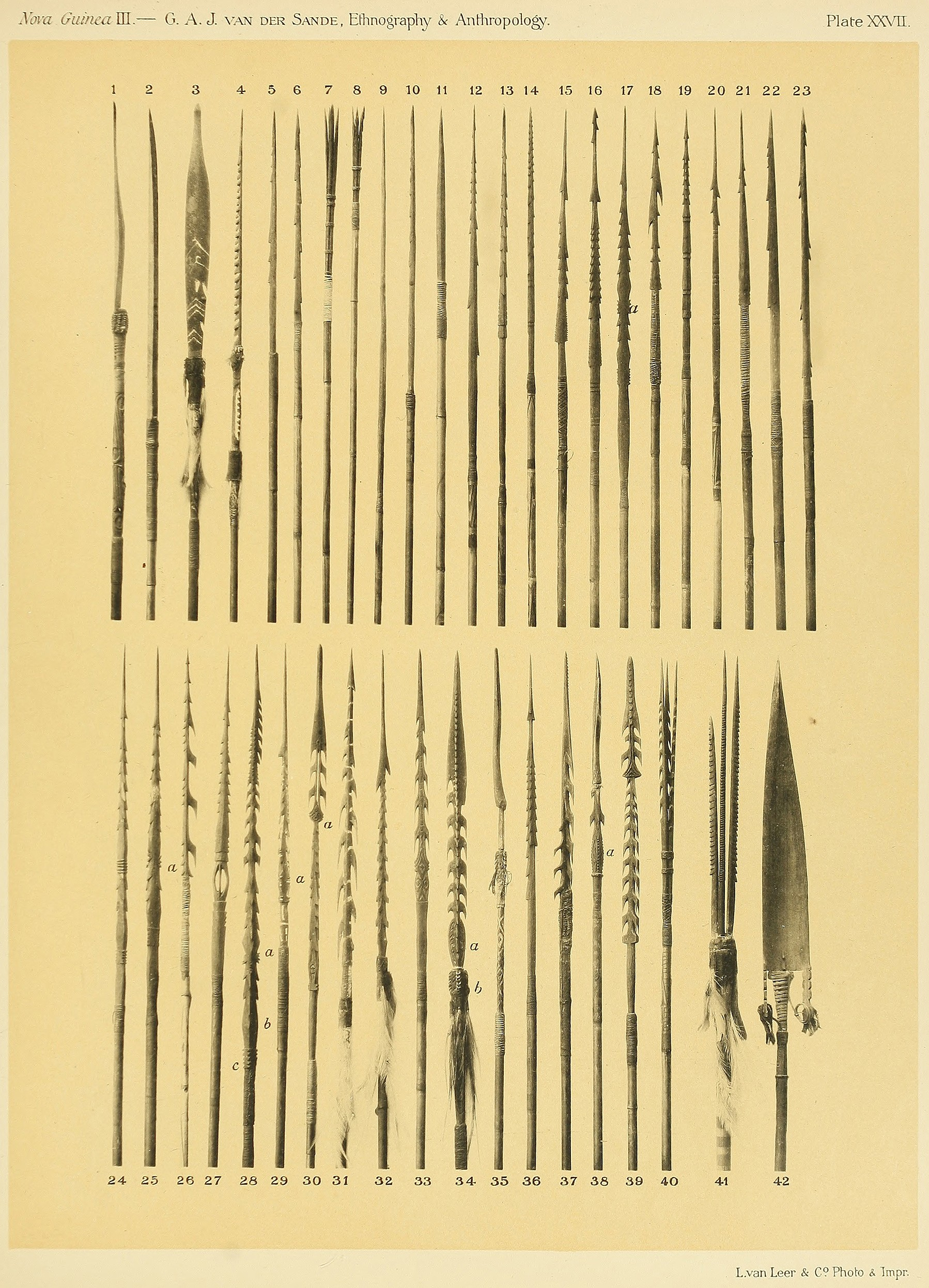
Plaat XXVII
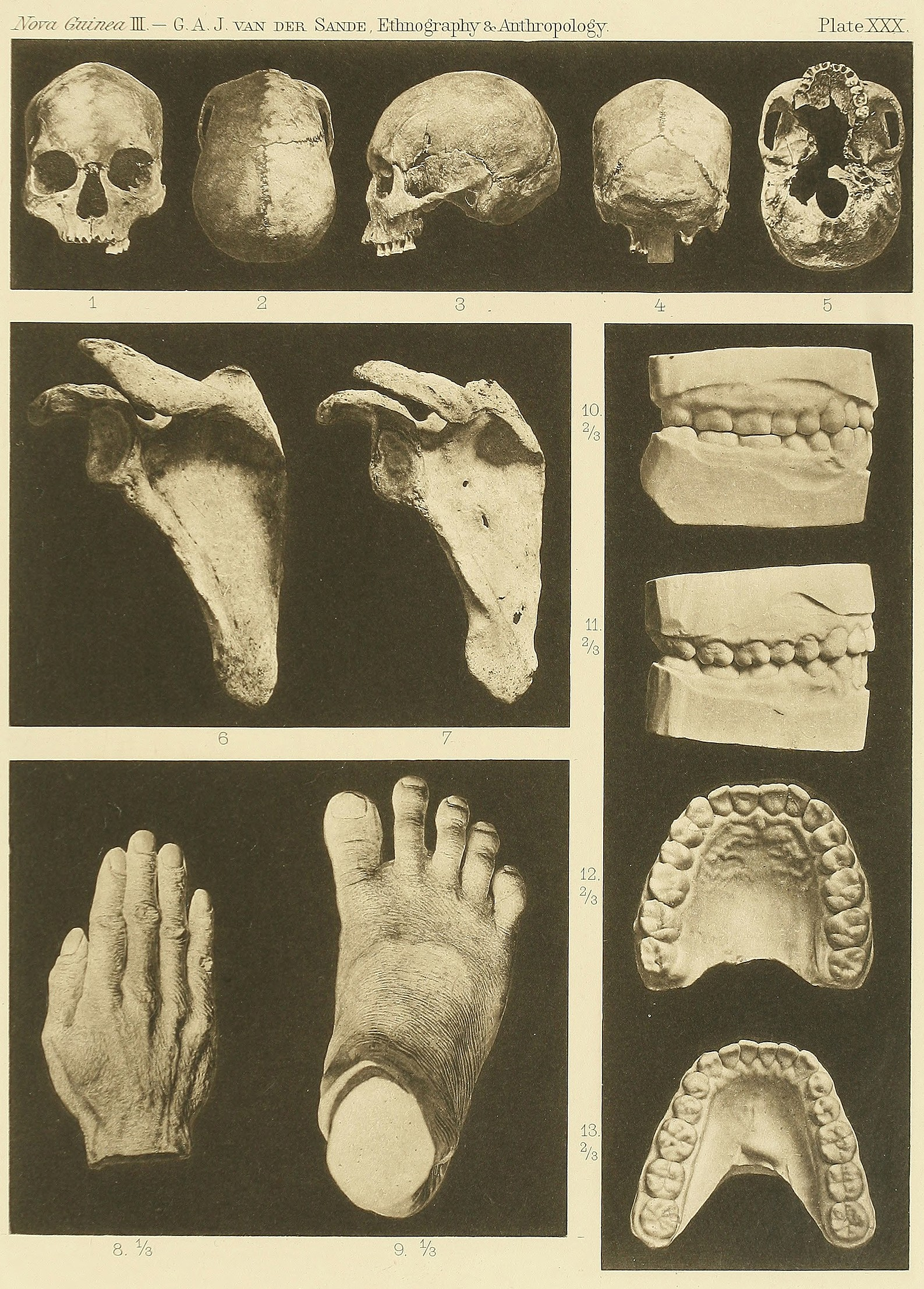
Plaat XXX
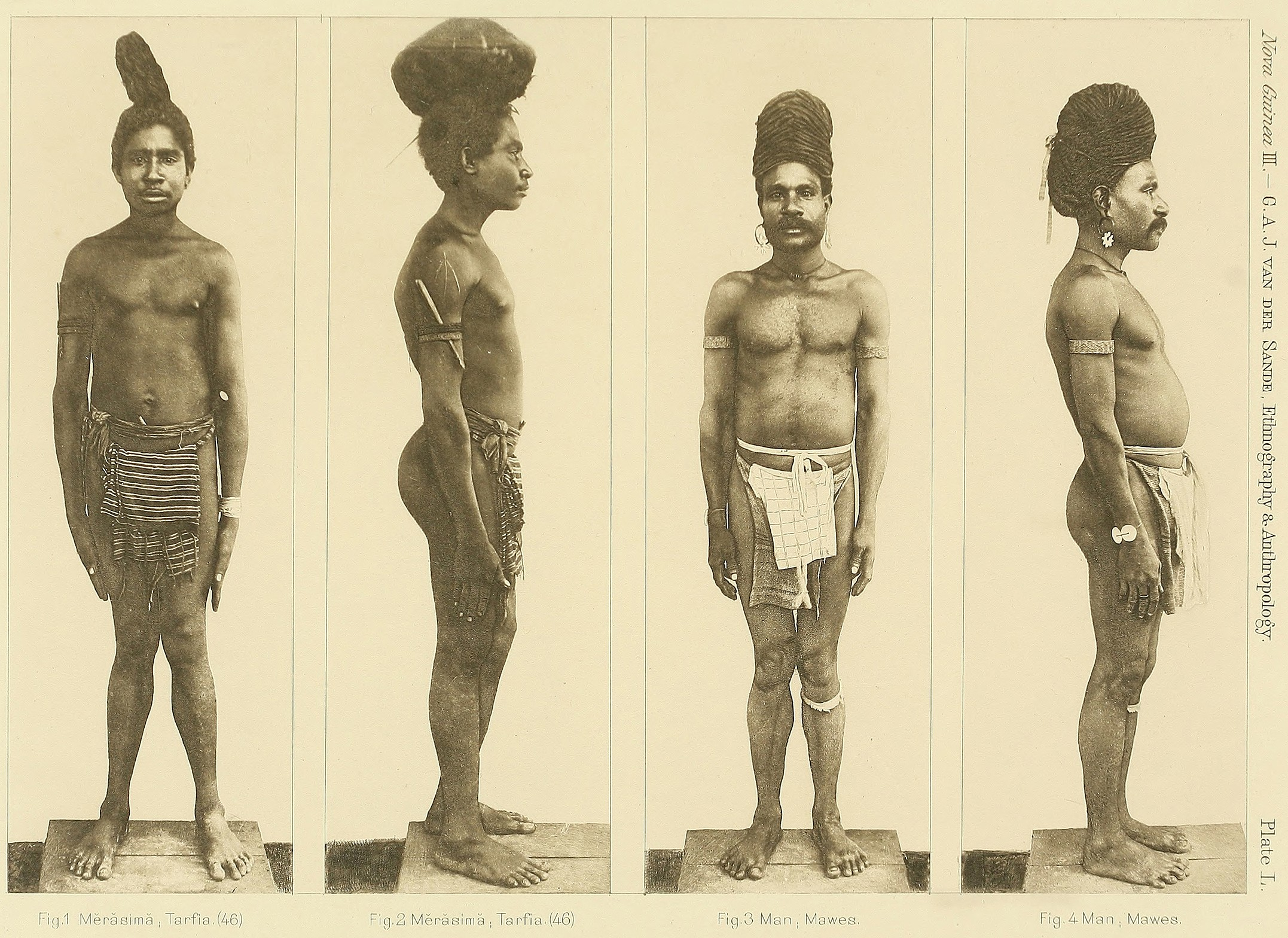
Plaat L

## Laatste jaren
Terug bij de marine werd Van der Sande in 1907 weer in de gelegenheid gesteld aan een onderzoekstocht deel te nemen. Nu ging het om een hydrografisch project in Oost-Indonesië: de kusten van Sumba, Flores en Timor werden in kaart gebracht en de zeebodem werd gepeild. Wat het verzamelen betreft: het zoölogisch materiaal stond nu centraal, de antropologie en etnografie kwamen op de tweede plaats. Van der Sande bracht zo'n tweehonderd volkenkundige voorwerpen mee die aan het museum in Leiden werden geschonken. De documentatie was nu gebrekkig, Van der Sande had duidelijk andere dingen te doen gehad tijdens dit project van twee jaar.
In 1909 besloot Van der Sande te stoppen met zijn wetenschappelijke werk en als arts te gaan werken in Soerabaja. Zijn officiële afscheid van de wetenschap werd gemarkeerd door een eredoctoraat aan de Universiteit Utrecht. Een jaar later stierf hij onverwacht op 47-jarige leeftijd.
In de Nederlandse koloniale tijd heette een zijrivier van de Lorentz in Zuid Nieuw-Guinea de Van der Sanderivier. Hij is nu door de Indonesische overheid van Papoea omgedoopt tot Pi, een naam die de Asmat, het Papoeavolk door wiens woongebied hij stroomt, hem vanouds gaven.